# THE STORY of BALLAD II
『THE STORY of BALLAD II』（ザ・ストーリー・オブ・バラッド・ツー）は、CHAGE and ASKAの2枚目のバラードベスト・アルバム。2004年11月3日に発売された。発売元はヤマハミュージックコミュニケーションズ。

## 背景・リリース
『TREE』から『STAMP』までのアルバムの中から選曲されたバラッド集。1990年に発売された『THE STORY of BALLAD』が、リマスタリングされた廉価盤として同時発売された。

## アートワーク
CDジャケットには、1990年代の表記である“CHAGE&ASKA”が表記されており、本作が発売された時の表記であるCHAGE and ASKAの文字はない。

## 収録曲
| #         | タイトル                                          | 作詞      | 作曲             | 編曲                                                  | 時間  |
| --------- | ------------------------------------------------- | --------- | ---------------- | ----------------------------------------------------- | ----- |
| 1.        | 「Sons and Daughters 〜それより僕が伝えたいのは」 | ASKA      | ASKA             | 井上鑑                                                | 5:10  |
| 2.        | 「鏡が映したふたりでも」                          | ASKA      | ASKA             | ASKA、松本晃彦                                        | 5:16  |
| 3.        | 「もうすぐ僕らはふたつの時代を超える恋になる」    | CHAGE     | CHAGE            | 十川知司                                              | 4:56  |
| 4.        | 「野いちごがゆれるように」                        | ASKA      | ASKA             | ASKA、Jess Bailey                                     | 6:43  |
| 5.        | 「C-46」                                          | ASKA      | ASKA             | ASKA、鈴川真樹、Richard Cottle、Paul Staveley O'Duffy | 4:48  |
| 6.        | 「好きになる」                                    | ASKA      | ASKA             | 清水信之                                              | 4:58  |
| 7.        | 「紫陽花と向日葵」                                | CHAGE     | CHAGE            | 服部隆之                                              | 5:53  |
| 8.        | 「if」                                            | ASKA      | ASKA             | 十川知司                                              | 5:31  |
| 9.        | 「夢の飛礫」                                      | CHAGE     | CHAGE、Tom Watts | 十川知司                                              | 5:12  |
| 10.       | 「no doubt」                                      | ASKA      | ASKA             | 松本晃彦                                              | 4:42  |
| 11.       | 「two of us」                                     | CHAGE     | CHAGE            | 岡本洋                                                | 6:06  |
| 12.       | 「tomorrow」                                      | ASKA      | ASKA             | 佐藤準                                                | 7:08  |
| 13.       | 「クルミを割れた日」                              | ASKA      | ASKA             | ASKA with Elder Street Boys                           | 6:08  |
| 合計時間: | 合計時間:                                         | 合計時間: | 合計時間:        | 合計時間:                                             | 72:31 |

## 楽曲解説
1. Sons and Daughters 〜それより僕が伝えたいのは
1993年発売の32ndシングル。本作に収録されているのは、同年発売の16thアルバム『RED HILL』に収録されているアルバム・ヴァージョン。
2. 鏡が映したふたりでも
2001年発売の20thアルバム『NOT AT ALL』収録曲。
3. もうすぐ僕らはふたつの時代を超える恋になる
1999年発売の19thアルバム『NO DOUBT』収録曲。
4. 野いちごがゆれるように
1992年発売の15thアルバム『GUYS』収録曲。
5. C-46
2001年発売の43rdシングル。
6. 好きになる
1996年発売の18thアルバム『CODE NAME.2 SISTER MOON』収録曲。エンディングがオリジナルとは異なるヴァージョンで収録されている。
7. 紫陽花と向日葵
1995年発売の37thシングル『Something There』のカップリング曲
8. if
1992年発売の29thシングル。
9. 夢の飛礫
2001年発売の44thシングル。シングル・ヴァージョンはアルバム初収録。
10. no doubt
19thアルバム『NO DOUBT』収録曲。
11. two of us
19thアルバム『NO DOUBT』収録曲。
12. tomorrow
1991年発売の14thアルバム『TREE』収録曲。
13. クルミを割れた日
14thアルバム『TREE』収録曲。本作に収録されているのは、2002年発売のセルフカバー・アルバム『STAMP』からの音源。